# Grauer Goral
Der Graue Goral (Naemorhedus goral) ist eine Paarhuferart aus der Gruppe der Ziegenartigen (Caprinae).

## Merkmale
Graue Gorale erreichen eine Kopfrumpflänge von 95 bis 130 Zentimeter, wozu noch ein bis zu 18 Zentimeter langer Schwanz kommt. Die Schulterhöhe liegt bei 80 Zentimetern und das Gewicht zwischen 35 und 42 Kilogramm. Die Färbung des Fells variiert von hellgrau bis graubraun, die Kehle und die Beine sind heller und entlang des Rückens erstreckt sich ein dunkler Aalstrich. Im Winter wird das Fell länger und zotteliger. Die Männchen haben eine kurze Mähne entlang des Nackens. Beide Geschlechter haben kurze, nach hinten gebogene Hörner, die 13 bis 18 Zentimeter lang werden.

## Verbreitung und Lebensraum
Graue Gorale bewohnen die Himalaya-Region in China (südliches Tibet), Pakistan, Indien, Nepal und Bhutan. Ihr Lebensraum sind gebirgige Wälder bis in 4000 Meter Seehöhe.

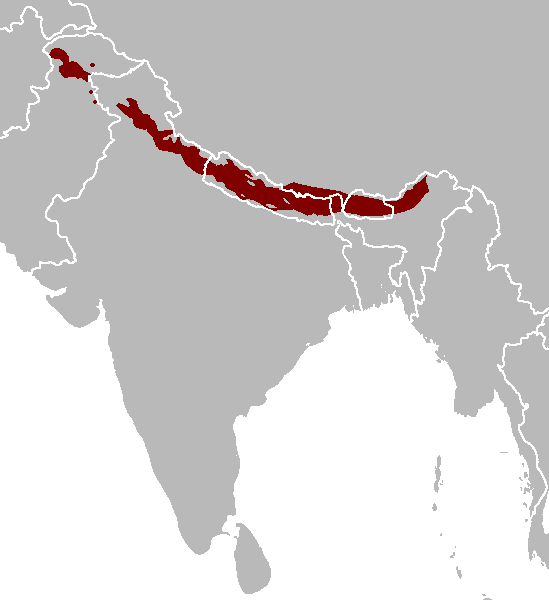
Das Verbreitungsgebiet des Grauen Gorals

## Lebensweise
Gorale sind ausgezeichnete Kletterer, die an unwegsames Gelände angepasst sind. Sie sind vor allem am frühen Morgen und späten Nachmittag aktiv, an kühlen Tagen auch tagsüber. Sie leben in kleinen Gruppen, ältere Männchen sind hingegen Einzelgänger. Ihre Nahrung besteht aus Gräsern, Blättern, Zweigen und Nüssen.

## Bedrohung
Zu den Hauptbedrohungen der Grauen Gorale zählen die Bejagung und die Vernichtung ihres Lebensraums. Die IUCN listet die Art als potenziell gefährdet (Near threatened).